# Tito García Sanjuán
José Ángel García Sanjuán (Zaragoza, España, 25 de febrero de 1974), más conocido como Tito García Sanjuán, es un entrenador de fútbol español y exjugador profesional de fútbol sala. Desde el pasado enero de 2021 está sin equipo tras abandonar la disciplina del CP El Ejido. Es hermano del también exfutbolista Jesús García Sanjuán.

## Trayectoria
Jugador formado en la cantera del Real Zaragoza, dejó el Real Zaragoza "B" en 1992 para empezar carrera en el fútbol sala en su ciudad con el Sego Zaragoza. Tras pasar por diferentes equipos de futsal de primer nivel nacional y lograr diferentes éxitos como una liga del campeonato nacional de fútbol sala o una Copa de Europa y un subcampeonato de la misma, volvió al fútbol de once jugadores esta vez para comenzar su etapa como entrenador tras colgar las botas de sala en 2006 con el DKV Zaragoza.
La trayectoria en los banquillos de Tito García Sanjuán arrancó en el año 2006, cuando se hizo cargo del CD Benicarló. De cara al año siguiente, el preparador pasó al Racing Benicarló. El CF Borriol fue el siguiente club al que tuvo la oportunidad de entrenar, haciéndose cargo del mismo entre los años 2007 y 2011. Cuajó buenas campañas, que le permitieron llegar al Villarreal CF “C” en el curso 2012-2013.
De cara a la temporada 2013-2014 aceptó el reto de dirigir al Vinaròs CF, para posteriormente hacerse cargo de la UE Rapitença. No obstante, a mediados del curso 2014-2015 cambió de aires, comprometiéndose con el Legirus Inter finlandés: un equipo al que dirigió entre los años 2014 y 2016, consiguiendo buenos resultados.
Tras pasar por diferentes equipos de categorías inferiores y del fútbol formativo se da a conocer en el Formentera, que dejó fuera de combate al rey de copas en la Copa del Rey durante décadas, al Athletic Club en noviembre de 2017.  Un club con el que se proclamó campeón del Grupo XI de Tercera División, logrando posteriormente el ascenso a Segunda División B. En la división de bronce, Tito García Sanjuán dirigió al cuadro balear durante 22 partidos, logrando seis triunfos, siete empates y nueve derrotas.
En julio de 2018 firma por la Sociedad Deportiva Ejea de la Segunda División B de España, club que sin embargo abandonaría tres semanas después sin haber disputado ni un partido oficial, para convertirse en segundo entrenador de la Selección de fútbol de Egipto, dirigida por Javier Aguirre.
En julio de 2019 se convierte en entrenador del San Fernando Club Deportivo para dirigir en el Grupo IV de la Segunda División B de España. Un equipo en el que se mantuvo hasta enero, dirigiéndolo a lo largo de 20 partidos: en las jornadas 10 y 11 su puesto fue ocupado por Pol Lorente mientras él se encontraba convaleciente de una operación. Al mando de los azulinos, el técnico obtuvo nueve victorias, cinco empates y seis derrotas en el Grupo IV de Segunda División B.
El 5 de agosto de 2020, se convierte en entrenador del CP El Ejido de la Segunda División B de España para dirigir al club almeriense en su regreso a la categoría de bronce. Tito permaneció en el banquillo del estadio Municipal de Santo Domingo hasta el 22 de enero de 2021, dirigió al cuadro andaluz durante 10 jornadas, consiguiendo dos victorias, tres empates y cinco derrotas.

## Clubes

### Como jugador

#### En fútbol
| Club              | País   | Temporadas |
| ----------------- | ------ | ---------- |
| Real Zaragoza "B" | España | ...-1992   |

#### En fútbol sala
| Club                  | País   | Temporadas |
| --------------------- | ------ | ---------- |
| Sego Zaragoza         | España | 1992-1996  |
| CLM Talavera          | España | 1996-...   |
| Benicarló Fútbol Sala | España | ...-...    |
| Miró Martorell        | España | ...-2005   |
| AD Sala 10            | España | 2005-2006  |

### Como entrenador
| Club                                           | País      | Temporadas |
| ---------------------------------------------- | --------- | ---------- |
| C. D. Benicarló                                | España    | 2006       |
| Racing Benicarló                               | España    | 2007       |
| C. F. Borriol                                  | España    | 2007-2011  |
| Villarreal C. F. "C"                           | España    | 2013       |
| Vinaròs C. F.                                  | España    | 2013-2014  |
| U. E. Rapitenca                                | España    | 2014       |
| F. C. Legirus Inter                            | Finlandia | 2014-2016  |
| S. D. Formentera                               | España    | 2016-2018  |
| Selección de fútbol de Egipto (2.º entrenador) | Egipto    | 2018       |
| San Fernando Club Deportivo                    | España    | 2019-2020  |
| CP El Ejido                                    | España    | 2020-2021  |

## Palmarés

### Como jugador de fútbol sala

#### Campeonatos nacionales
| Título           | Club                      | País   | Temporada |
| ---------------- | ------------------------- | ------ | --------- |
| Primera División | Pinturas Lepanto Zaragoza | España | 1994-95   |

#### Torneos internacionales
| Título         | Club         | País   | Temporada |
| -------------- | ------------ | ------ | --------- |
| Copa de Europa | CLM Talavera | España | 1997-98   |